# Magoniella
Magoniella, monotipski rod iz porodice dvornikovki (Polygonaceae). Jedina vrsta je M. obidensis, to je penjački grm ili lijana raširena po tropskoj Americi: Brazil, Bolivija, Venezuela i  Kostarika.
Rod je 2011. službeno opisan sa dvije pripadajuće vrste, od kojih se za Magoniella laurifolia, ustanovilo da je sinonim za M. obidensis.

## Sinonimi
- Coccoloba zernyi Standl.; Publ. Field Mus. Nat. Hist., Bot. Ser. 22: 18 (1940)
- Magonia scandens Vell.; Fl. Flum. 165 (1825) 4: t. 60 (1827)
- Magoniella laurifolia (Cham. & Schltdl.) Adr.Sanchez; Syst. Bot. 36(3): 708 (2011), nom. illeg. nom. superfl.
- Ruprechtia apetala var. sprucei Meisn.; Mart., Fl. Bras. 5(1): 57 (1855)
- Ruprechtia laurifolia (Cham. & Schltdl.) C.A.Mey.; Mem. Acad. Petersb. Ser. VI. 6: 150 (1840)
- Ruprechtia macrocalyx Huber; Bol. Mus. Goeldi Hist. Nat. Ethnogr. 5: 345 (1909)
- Ruprechtia obidensis Huber; Bol. Mus. Goeldi Hist. Nat. Ethnogr. 5: 344 (1909); bazionim
- Ruprechtia scandens (Vell.) Rusby; Mem. New York Bot. Gard. 7: 237 (1927)
- Ruprechtia zernyi (Standl.) R.A.Howard; J. Arnold Arbor. 41: 390 (1960)
- Triplaris laurifolia Cham. & Schltdl.; Linnaea 3: 55 (1828)
- Triplaris salicifolia Miq. ex Meisn.; Mart. Fl. Bras. 5(1): 54 (1855)
- Triplaris scandens (Vell.) Cocucci; Rev. Fac. Cienc., Cordoba 19: (Trab. Mus. Bot. Univ. Nac. Cordoba 2: No.5: 1958) 361 (1957)
- Triplaris scandens (Vell.) Schott ex Meisn.; Mart. Fl. Bras. 5(1): 54 (1855)